# Фушунь (уезд, Сычуань)
Фушу́нь (кит. упр. 富顺, пиньинь Fùshùn) — уезд городского округа Цзыгун провинции Сычуань (КНР).

## История
С древних времён в этих местах добывали соль. При империи Северная Чжоу был учреждён уезд Фуши (富世县), названный так по имени знаменитой соляной шахты. При империи Тан из-за того, что иероглиф 世 входил в имя императора Ли Шиминя и потому стал табуированным, он был переименован в уезд Фуи (富义县), а при империи Сун из-за того, что иероглиф 义 входил в имя императора Чжао Куанъи, и потому стал табуированным — в уезд Фушунь (富顺县).
В 1952 году был образован Специальный район Лучжоу (泸州专区), и уезд вошёл в его состав. В 1960 году Специальный район Лучжоу был присоединён к Специальному району Ибинь (宜宾专区). В 1978 году Специальный район Ибинь был переименован в Округ Ибинь (宜宾地区). В 1983 году уезд был передан под юрисдикцию городского округа Цзыгун.

## Административное деление
Уезд Фушунь делится на 22 посёлка и 4 волости.